# Bragado (município)
Bragado (partido) é um partido (município) da província de Buenos Aires, na Argentina. Possuía, de acordo com estimativa de 2019, 42.103 habitantes.